# Macworld/iWorld
Macworld/iWorld는 미국 IDG 월드 엑스포가 주최하고 애플 제품 발표 및 전시가 열리는 이벤트이다.
2008년 12월 18일, 애플은 2009 Macworld Conference & Expo가 애플이 참가하는 마지막 행사가 될 것이라고 발표했다. 2014년 10월 14일 IDG는 Macworld/iWorld를 무기한 연기했다.
최초의 맥월드 엑스포는 1985년 샌프란시스코에서 있었다.

## 같이 보기
- 애플 미디어 이벤트
- 애플 세계 개발자 회의